# Ethiá
Ethiá, en grec moderne : Εθιά, également appelé Itéa ou Itiá (Ιτέα ou Ιτιά), est un village du dème d'Archánes-Asteroússia, dans le district régional de Héraklion, de la Crète, en Grèce. Selon le recensement de 2001, la population d'Ethiá compte 32 habitants.
Le village est situé à une altitude de 740 mètres et à une distance de 55,5 km de Héraklion.